# لیسا پوست
لیسا پوست (هلندی: Lisa Post؛ زادهٔ ۲۷ ژانویهٔ ۱۹۹۹) بازیکن هاکی روی چمن زن اهل هلند است.